# 甲基吡啶磷
甲基吡啶磷（英語：Azamethiphos），又稱甲基吡噁磷，是一种硫代磷酸酯杀虫剂，在大西洋鮭养殖业中常用作兽药以控制寄生虫。